# Østre Anlæg, Köpenhamn

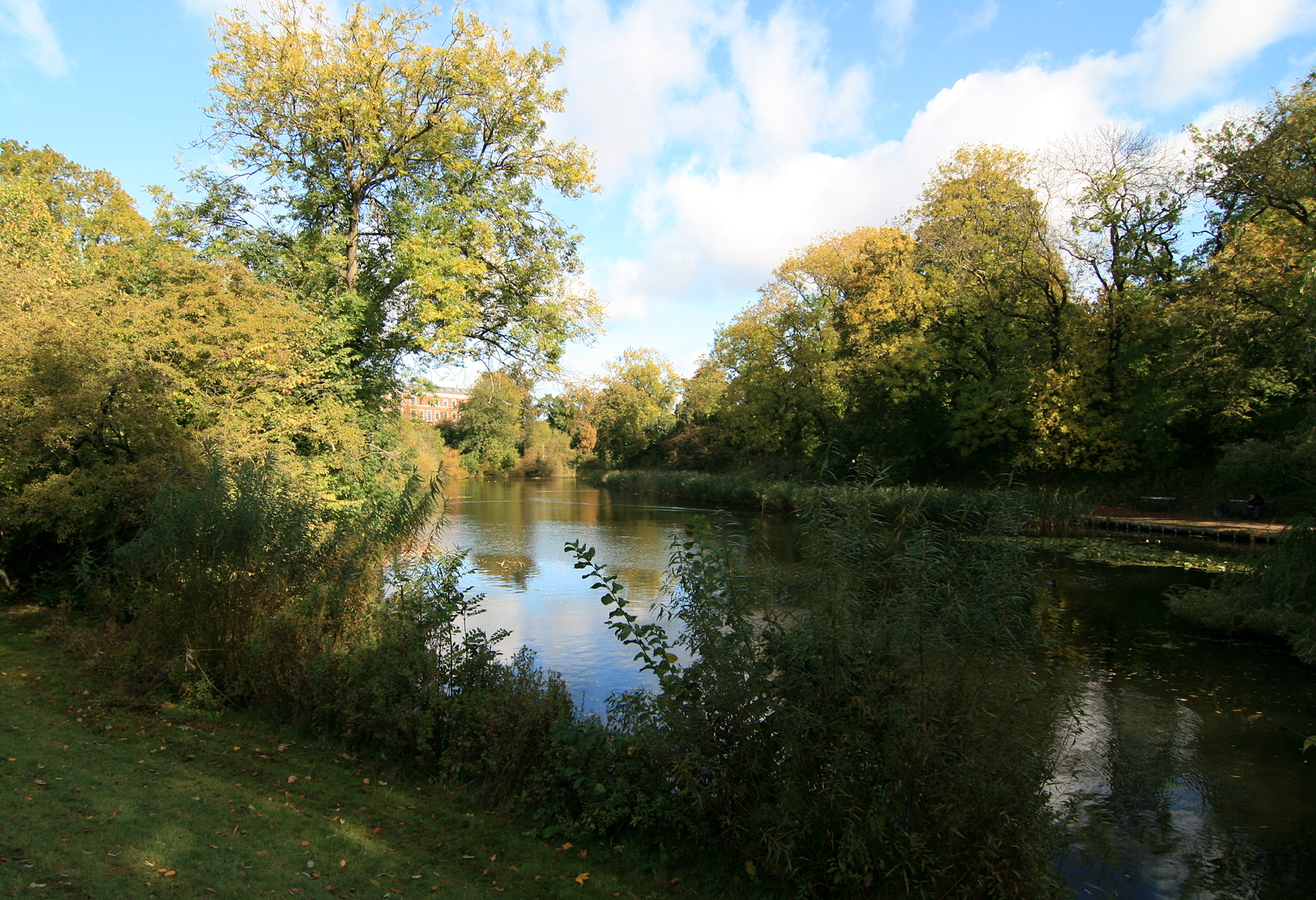
Østre Anlæg

Østre Anlæg är en offentlig park i Köpenhamn. Det var en gång en del av Köpenhamns vallar. Parken anlades av landskapsarkitekten Henry August Flindt, som också designade Ørstedsparken och Botaniska trädgården på det tidigare vallområdet.
I parkens sydliga ände ligger Statens Museum for Kunst och mot norr ligger Oslo Plads och Østerport Station.

## Galleri

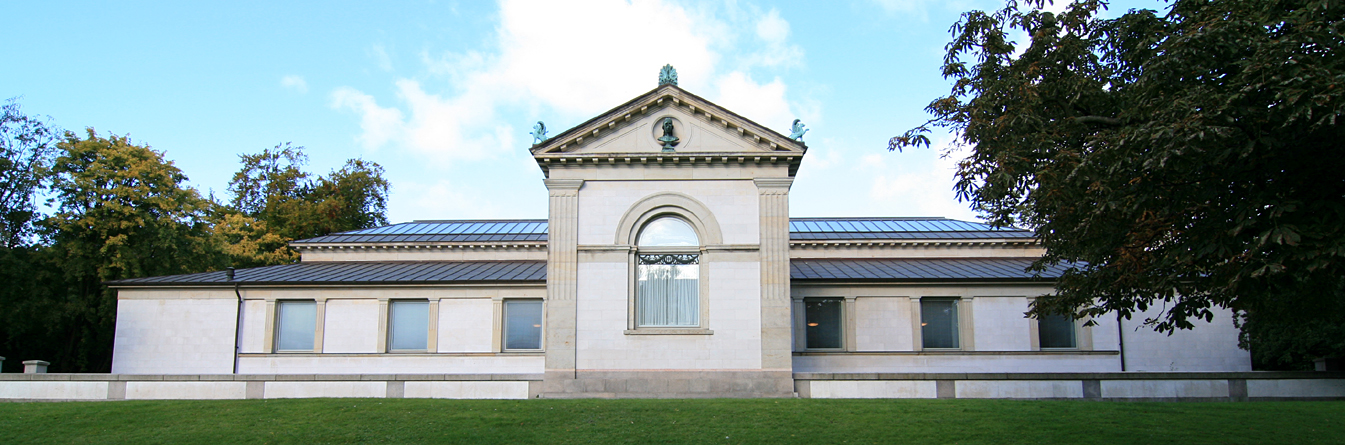
Baksidan på Den Hirschsprungske Samling, sedd från Østre Anlæg
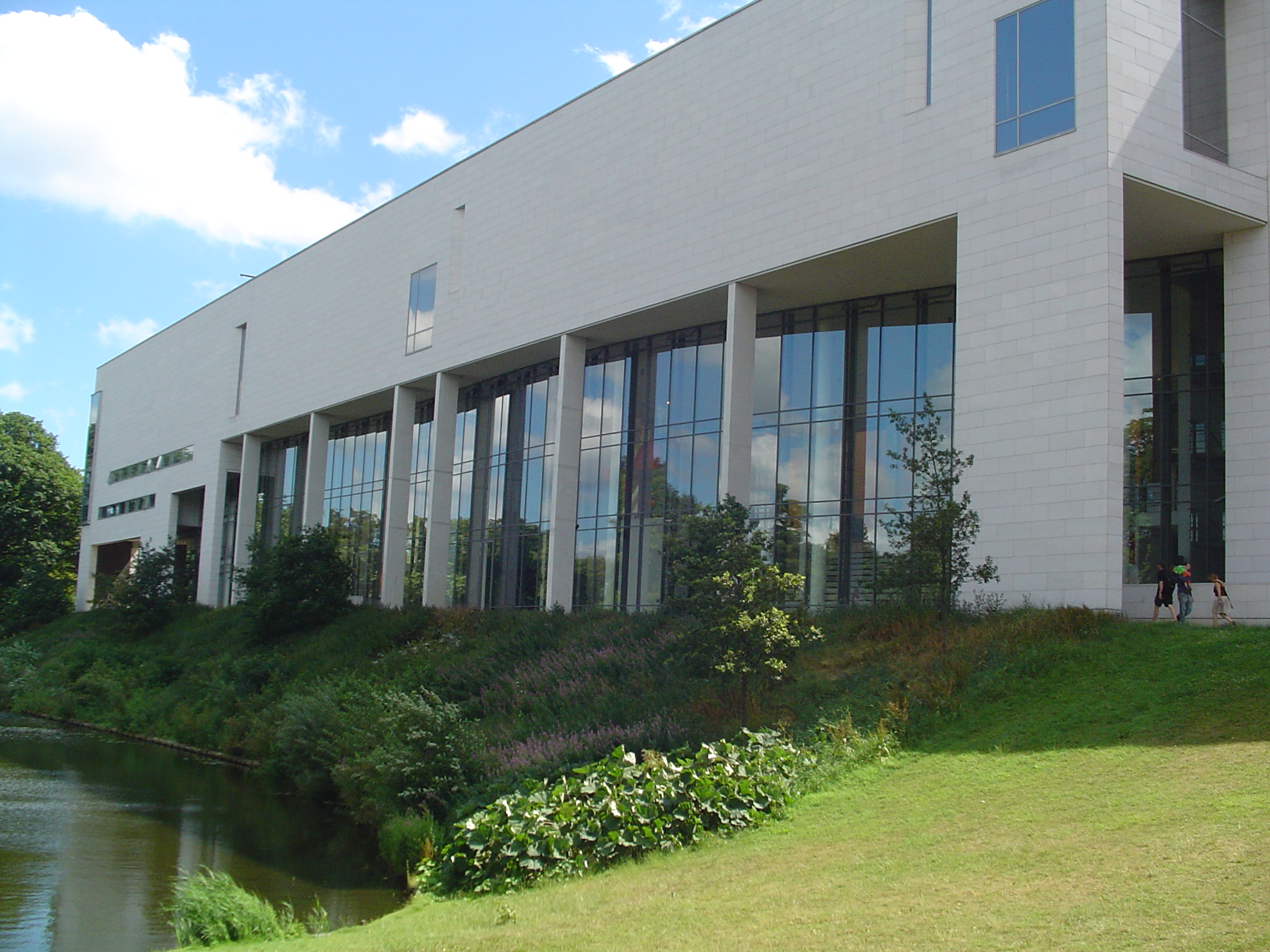
Baksidan på Statens Museum for Kunst, sedd från Østre Anlæg
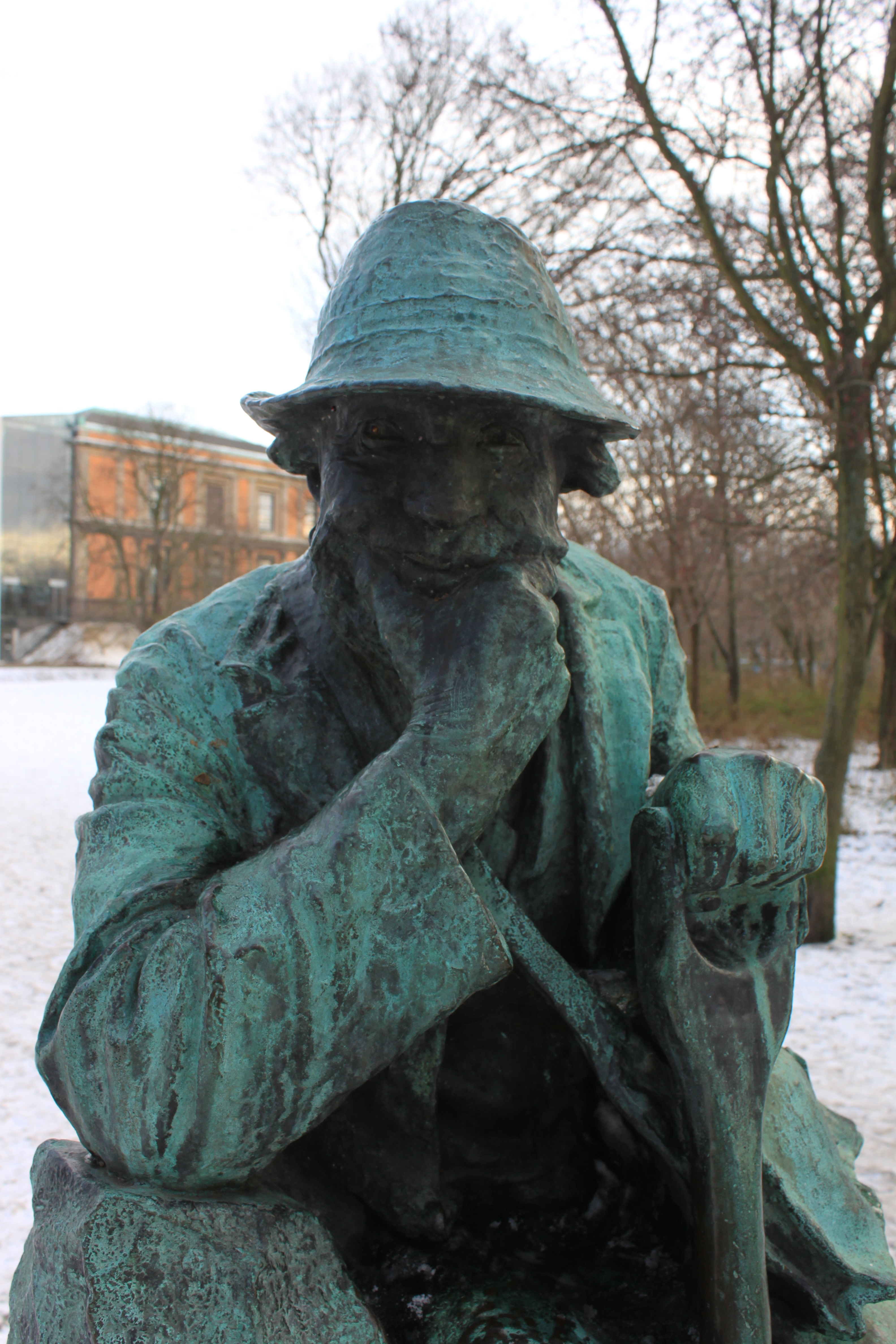
Det lider mot skymning av Aron Jerndahl
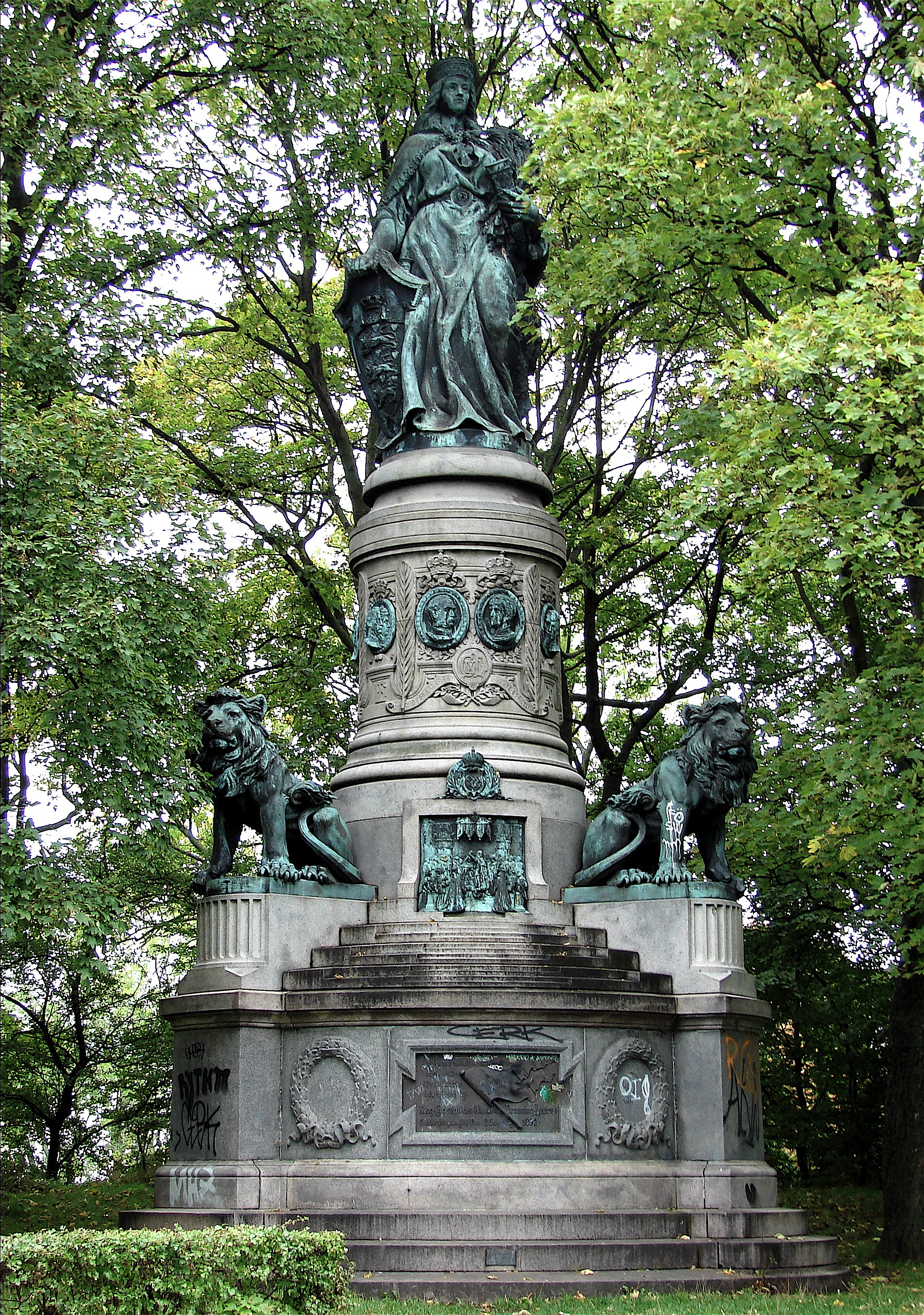
Danmarksmonumentet av Louis Hasselriis